# Koupéla
Koupéla là một tổng thuộc  tỉnh Kouritenga ở phía đông Burkina Faso. Thủ phủ là thị xã Koupéla. Theo điều tra dân số năm 1996, tổng này có tổng dân số 50.785 người.

## Các thị xã và làng xã
- Thị xã Koupéla (22 226 dân) (thủ phủ)
- Bik-Baskouré (506 dân)
- Boangtenga (1 496 dân)
- Boangtenga-Peulh (78 dân)
- Bonnessin (1 015 dân)
- Dianghin (583 dân)
- Dimpaltenga (322 dân)
- Dimpaltenga-Peulh (271 dân)
- Gampougdo-Peulh (127 dân)
- Gargaoua-Peulh (142 dân)
- Gninga (1 006 dân)
- Gorgo (1 972 dân)
- Kamsaoghin (847 dân)
- Kanrin (376 dân)
- Kokemnoré (352 dân)
- Koudmi (1 148 dân)
- Koughin (612 dân)
- Koughin-Peulh (131 dân)
- Kouritenga (574 dân)
- Lelguem (366 dân)
- Liguidi-Malguem (2 059 dân)
- Nabikessem (282 dân)
- Naftenga (813 dân)
- Nayamtenga (1 229 dân)
- Nohoungo (2 181 dân)
- Ouédogo (174 dân)
- Pissalgo (294 dân)
- Poessin (815 dân)
- Tarbonnessin (338 dân)
- Tibin (560 dân)
- Tiini (245 dân)
- Tini (1 858 dân)
- Togtenga (796 dân)
- Toulougou-Kanrin (701 dân)
- Toulougou-Nakomsé (252 dân)
- Toulougou-Yarcé (597 dân)
- Wédogo-Petit (740 dân)
- Wedogo-Peulh (88 dân)
- Zaogo (1 543 dân)
- Zorkoum (624 dân)
- Zougo (446 dân)